# Степанюк Руслан Юрійович
Русла́н Ю́рійович Степаню́к (нар. 16 січня 1992, Веселе, Нікопольський район, Дніпропетровська область, Україна) — український футболіст, нападник рівненського клубу «Верес».

## Біографія

### Ранні роки
Вихованець нікопольського футболу, перший тренер — Віталій Міняйло, який порекомендував його в Дніпропетровський спортінтернат. Після закінчення спортінтернату був на перегляді в дублі Дніпра протягом двох тижнів, але контракту так і не підписав. Пізніше вступив до інституту і почав грати на область за «Колос» з Нікополя. Перший матч на аматорському рівні зіграв 5 травня 2002 року, вийшовши на заміну на 61 хвилині проти клубу «Дніпро-2».
У «Колосі» товаришем по кімнаті в гуртожитку був хлопець, який займався у дніпропетровській команді. Руслан попросився з ним на тренування, позаймався там, і Олександр Мельников запропонував йому з'їздити в дубль «Таврії». Невдовзі опинився в сімферопольській команді, але в основним в клубі так і не заграв. Пізніше поїхав на перегляд до «Сталі» з Алчевська, з якою невдовзі підписав контракт.

### «Сталь»
За «Сталь» дебютував у Першій лізі України 29 березня 2012 року, вийшовши на заміну за 4 хвилини до кінця основного часу в матчі проти «Севастополя». Закріпитися в основному складі алчевців до кінця сезону не вдалося, але у новому сезоні, 14 липня 2013 року, в першому ж матчі вийшов в основі і забив перший гол за «Сталь» у ворота «Титана» з Армянська. У підсумку виграв із командою срібні нагороди в Першій лізі і здобув право підвищитися у класі.

### «Говерла»
Незабаром Степанюка покликали на перегляд у харківський «Металіст», але, пройшовши двічі збори, так і не підписав контракту. 2 березня 2014 року підписав контракт із «Говерлою» з Ужгорода та 29 березня дебютував у Прем'єр-лізі України, вийшовши на заміну на 80 хвилині в матчі проти полтавської «Ворскли», а в останній грі сезону проти луганської «Зорі» відіграв за основний склад 90 хвилин, але пізніше був замінений на Максима Фещука. Наступний сезон Степанюк розпочав в основному складі ужгородців, але потім перестав потрапляти до основи. В «Говерлі» Русланові довелося діяти в опорній зоні, на позиції, на якій він раніше ніколи не грав, що послужило причиною відходу з клубу.

### «Олександрія»
В лютому 2015 року перейшов до клубу Першої ліги «Олександрії». 21 березня 2015 року Степанюк вийшов на заміну на 53 хвилині в матчі проти охтирського клубу «Нафтовик-Укрнафта», і дебютував за свій новий клуб. Свій перший гол олександрійців  забив 23 травня 2015 року у ворота «Буковини» з Чернівців. Разом з «Олександрією» вийшов у Прем'єр-лігу і 15 серпня зіграв за команду на новому рівні, проти донецького «Олімпіка», вийшовши на заміну замість Василя Грицука на 78 хвилині. 22 серпня, забив гол у ворота «Авангарду» з Краматорська в матчі на Кубок України. 1 грудня 2015 року покинув клуб.

### «Олімпік»
28 січня 2016 року стало відомо, що Степанюк гратиме за донецький «Олімпік», в якому він дебютував 6 березня 2016 року, вийшовши на заміну на 65 хвилині замість Івана Матяжа, в матчі проти луганської «Зорі». У травні того ж року, зігравши лише 103 хвилини, за обопільною згодою припинив співпрацю з донецьким клубом.

### «Верес»
7 червня 2016 року став гравцем рівненського «Вереса», за який він забив у першому матчі переможний гол у ворота «Буковини». Всього в перших п'яти матчах за новий клуб з урахуванням Кубка забив 6 м'ячів. 9 листопада 2016 року зробив перший хет-трик у своїй кар'єрі, знову забивши у ворота «Буковини», що дозволило випередити Руслана Кисіля і вийти на перше місце серед бомбардирів Першої ліги України з 14-ма голами, яке він не залишив до кінця сезону, разом із клубом виборовши бронзові медалі та путівку в Прем'єр-лігу.
Перший матч у новому сезоні Прем'єр-ліги України зіграв 16 липня 2017 року в основному складі проти «Маріуполя», а в матчі проти «Олімпіка», 30 липня, міг вперше відзначитися на вищому рівні, але на 92-й хвилині матчу його удар з пенальті відбив Артем Кичак.. 10 вересня 2017 року на 53 хвилині після пасу Василя Кобіна забив свій перший гол у Прем'єр-лізі України у ворота львівських «Карпат», зробивши рахунок 3:0. Тим самим допоміг команді здобути найбільшу перемогу в історії елітного українського дивізіону 6:1. 26 лютого 2018 року на 82 хвилині після пасу Дениса Кожанова забив свій перший гол у домашньому матчі у ворота київського «Динамо», встановивши остаточний рахунок у грі 3:1.

### «Жетису»
У сезоні 2017/18 «Верес» було відправлено до Другої ліги. Зважаючи на цей факт, гравець залишив команду і 30 липня 2018 року поповнив склад казахстанського клубу «Жетису», де провів наступні півтора сезони. За цей час зіграв 44 матчі та відзначився 8 голами в чемпіонаті Казахстану.

### «Ворскла»
9 січня 2020 року повернувся на батьківщину, де підписав контракт з «Ворсклою» і того ж року став з командою фіналістом Кубка України 2019/20, забивши гол у фіналі проти київського «Динамо» 1:1, програного у серії післяматчевих пенальті з рахунком 7:8. За п'ять років провів за полтавський клуб 121 гру і відзначився 34 голами. За забитими м'ячами в Прем'єр-лізі є кращим бомбардиром «Ворскли» в історії — 29 голів.

### «Верес»
6 червня 2024 року підписав трирічний контракт із «Вересом» і відразу отримав капітанську пов'язку. 3 серпня дебютував в УПЛ за команду після повернення у домашній грі проти львівських  «Карпат», матч завершився внічию 0:0. А першого вересня також у домашньому матчі відзначився забитим м'ячем у ворота «Лівого берега».

## Досягнення

### Командні
- Переможець Першої ліги України: 2014/15
- Срібний призер Першої ліги України: 2012/13
- Бронзовий призер Першої ліги України: 2016/17
- Фіналіст Кубка України: 2019/20, 2023/24

### Особисті
- Найкращий бомбардир Першої ліги України: 2016/17
- Найкращий футболіст Першої ліги України: 2016/17
- Кращий бомбардир «Ворскли» в історії за голами в елітному дивізіоні (29 м'ячів)

## Статистика виступів

### Статистика клубних виступів
Статистичні дані наведено станом на 26 травня 2024 року
| Сезон                        | Команда                      | Чемпіонат                    | Чемпіонат | Чемпіонат | Національний кубок | Національний кубок | Національний кубок | Континентальні кубки | Континентальні кубки | Континентальні кубки | Усього | Усього |
| Сезон                        | Команда                      | Ліга                         | Ігор      | Голів     | Ліга               | Ігор               | Голів              | Ліга                 | Ігор                 | Голів                | Ігор   | Голів  |
| ---------------------------- | ---------------------------- | ---------------------------- | --------- | --------- | ------------------ | ------------------ | ------------------ | -------------------- | -------------------- | -------------------- | ------ | ------ |
| 2011–12                      | «Сталь» (Алчевськ)           | ПрЛ                          | 11        | 0         | КУ                 | 0                  | 0                  | —                    | —                    | —                    | 11     | 1      |
| 2012–13                      | «Сталь» (Алчевськ)           | ПрЛ                          | 33        | 11        | КУ                 | 1                  | 1                  | —                    | —                    | —                    | 34     | 12     |
| 2013–14                      | «Сталь» (Алчевськ)           | ПрЛ                          | 16        | 5         | КУ                 | 0                  | 0                  | —                    | —                    | —                    | 16     | 5      |
| Всього за «Сталь» (Алчевськ) | Всього за «Сталь» (Алчевськ) | Всього за «Сталь» (Алчевськ) | 60        | 16        | —                  | 1                  | 1                  | —                    | 0                    | 0                    | 61     | 17     |
| 2013–14                      | «Говерла»                    | УПЛ                          | 3         | 0         | КУ                 | 0                  | 0                  | —                    | —                    | —                    | 3      | 0      |
| 2014–15                      | «Говерла»                    | УПЛ                          | 13        | 0         | КУ                 | 3                  | 0                  | —                    | —                    | —                    | 16     | 0      |
| Всього за «Говерлу»          | Всього за «Говерлу»          | Всього за «Говерлу»          | 16        | 0         | —                  | 3                  | 0                  | —                    | 0                    | 0                    | 19     | 0      |
| 2014–15                      | «Олександрія»                | ПрЛ                          | 12        | 1         | КУ                 | 0                  | 0                  | —                    | —                    | —                    | 12     | 1      |
| 2015–16                      | «Олександрія»                | УПЛ                          | 3         | 0         | КУ                 | 1                  | 1                  | —                    | —                    | —                    | 4      | 1      |
| Всього за «Олександрію»      | Всього за «Олександрію»      | Всього за «Олександрію»      | 15        | 1         | —                  | 1                  | 1                  | —                    | 0                    | 0                    | 16     | 2      |
| 2015–16                      | «Олімпік»                    | УПЛ                          | 4         | 0         | КУ                 | 0                  | 0                  | —                    | —                    | —                    | 4      | 0      |
| 2016–17                      | «Верес»                      | ПрЛ                          | 33        | 24        | КУ                 | 2                  | 1                  | —                    | —                    | —                    | 35     | 25     |
| 2017–18                      | «Верес»                      | УПЛ                          | 32        | 2         | КУ                 | 1                  | 0                  | —                    | —                    | —                    | 33     | 2      |
| Всього за «Верес»            | Всього за «Верес»            | Всього за «Верес»            | 65        | 26        | —                  | 3                  | 1                  | —                    | 0                    | 0                    | 68     | 27     |
| 2018                         | «Жетису»                     | ЧК                           | 12        | 4         | КК                 | 0                  | 0                  | —                    | —                    | —                    | 12     | 4      |
| 2019                         | «Жетису»                     | ЧК                           | 32        | 4         | КК                 | 0                  | 0                  | —                    | —                    | —                    | 32     | 4      |
| Всього за «Жетису»           | Всього за «Жетису»           | Всього за «Жетису»           | 44        | 8         | —                  | 0                  | 0                  | —                    | 0                    | 0                    | 44     | 8      |
| 2019–20                      | «Ворскла»                    | УПЛ                          | 9         | 4         | КУ                 | 3                  | 1                  | —                    | —                    | —                    | 12     | 5      |
| 2020–21                      | «Ворскла»                    | УПЛ                          | 24        | 7         | КУ                 | 1                  | 0                  | —                    | —                    | —                    | 25     | 7      |
| 2021–22                      | «Ворскла»                    | УПЛ                          | 16        | 6         | КУ                 | 1                  | 0                  | ЛК                   | 2                    | 0                    | 19     | 6      |
| 2022–23                      | «Ворскла»                    | УПЛ                          | 30        | 5         | —                  | —                  | —                  | ЛК                   | 2                    | 1                    | 32     | 6      |
| 2023–24                      | «Ворскла»                    | УПЛ                          | 27        | 7         | КУ                 | 4                  | 2                  | ЛК                   | 2                    | 1                    | 33     | 10     |
| Всього за «Ворсклу»          | Всього за «Ворсклу»          | Всього за «Ворсклу»          | 106       | 29        | —                  | 9                  | 3                  | —                    | 6                    | 2                    | 121    | 34     |
| Всього за кар'єру            | Всього за кар'єру            | Всього за кар'єру            | 310       | 73        | —                  | 17                 | 6                  | —                    | 6                    | 2                    | 333    | 88     |